# Salhate Djamalidine
Salhate Djamalidine, née le 23 décembre 1978 à Nanterre, en France, est une athlète de sprint, demi-fond et courses de haies, courant sous les couleurs des Comores, pays dont sa famille est originaire.

## Parcours
Issue d'une famille d'origine comorienne, c'est en France que Salhate est née en 1978 et vit. Elle s'entraîne notamment à l'US Melun, puis au Racing Club de France. 
Choisissant de courir sous les couleurs du Comores, elle obtient la médaille d'or aux 400 m haies féminin des Jeux des îles de l'océan Indien 2003. C'est la première médaille d'or obtenue par les Comores dans cette compétition, où elle est aussi médaillée de bronze du 100 mètres haies. Elle participe au 400 mètres haies féminin aux Jeux olympiques d'été de 2004 à Athènes, mais ne parvient pas en phase finale.
Elle détient plusieurs records comoriens notamment sur 400 mètres.

## Palmarès
| Date | Compétition                     | Lieu  | Résultat | Épreuve     | Temps        |
| ---- | ------------------------------- | ----- | -------- | ----------- | ------------ |
| 2003 | Jeux des îles de l'océan Indien | Moka  | 1re      | 400 m haies | 1 min 0 s 07 |
| 2003 | Jeux des îles de l'océan Indien | Moka  | 3e       | 100 m haies | 14 s 85      |
| 2003 | Jeux africains                  | Abuja | 6e       | 100 m haies | 14 s 77      |
| 2003 | Jeux africains                  | Abuja | 6e       | 400 m haies | 1 min 1 s 82 |